# Dvärgmottfly
Dvärgmottfly, Hypenodes humidalis är en fjärilsart som beskrevs av Henry Doubleday 1850. Enligt Catalogue of Life är det vetenskapliga namnet istället Hypenodes turfosalis beskriven med det namnet av Maximilian Ferdinand Wocke 1850. Dvärgmottfly ingår i släktet Hypenodes och familjen nattflyn, Noctuidae. Arten är reproducerande i Sverige. Inga underarter finns listade i Catalogue of Life.

## Bildgalleri

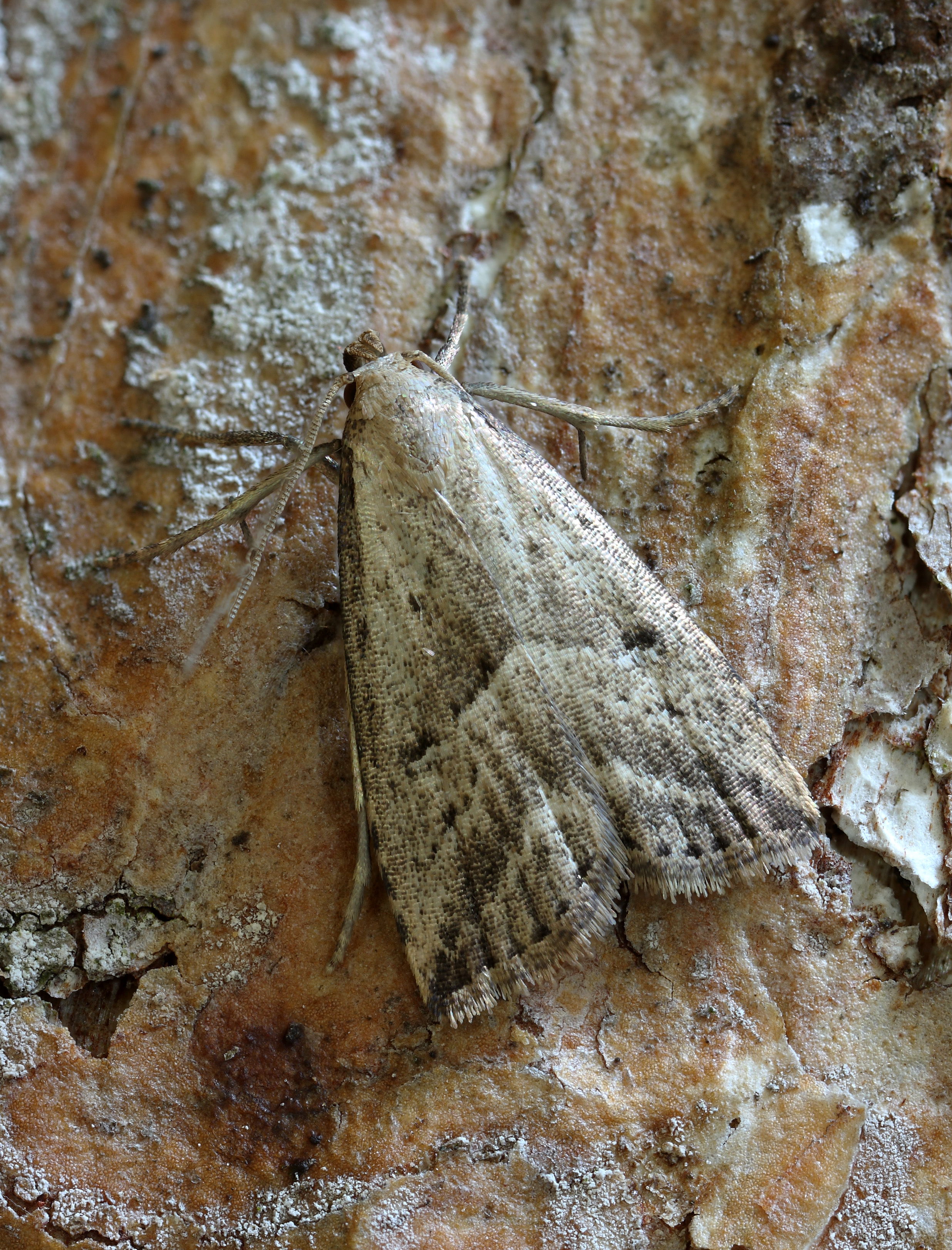
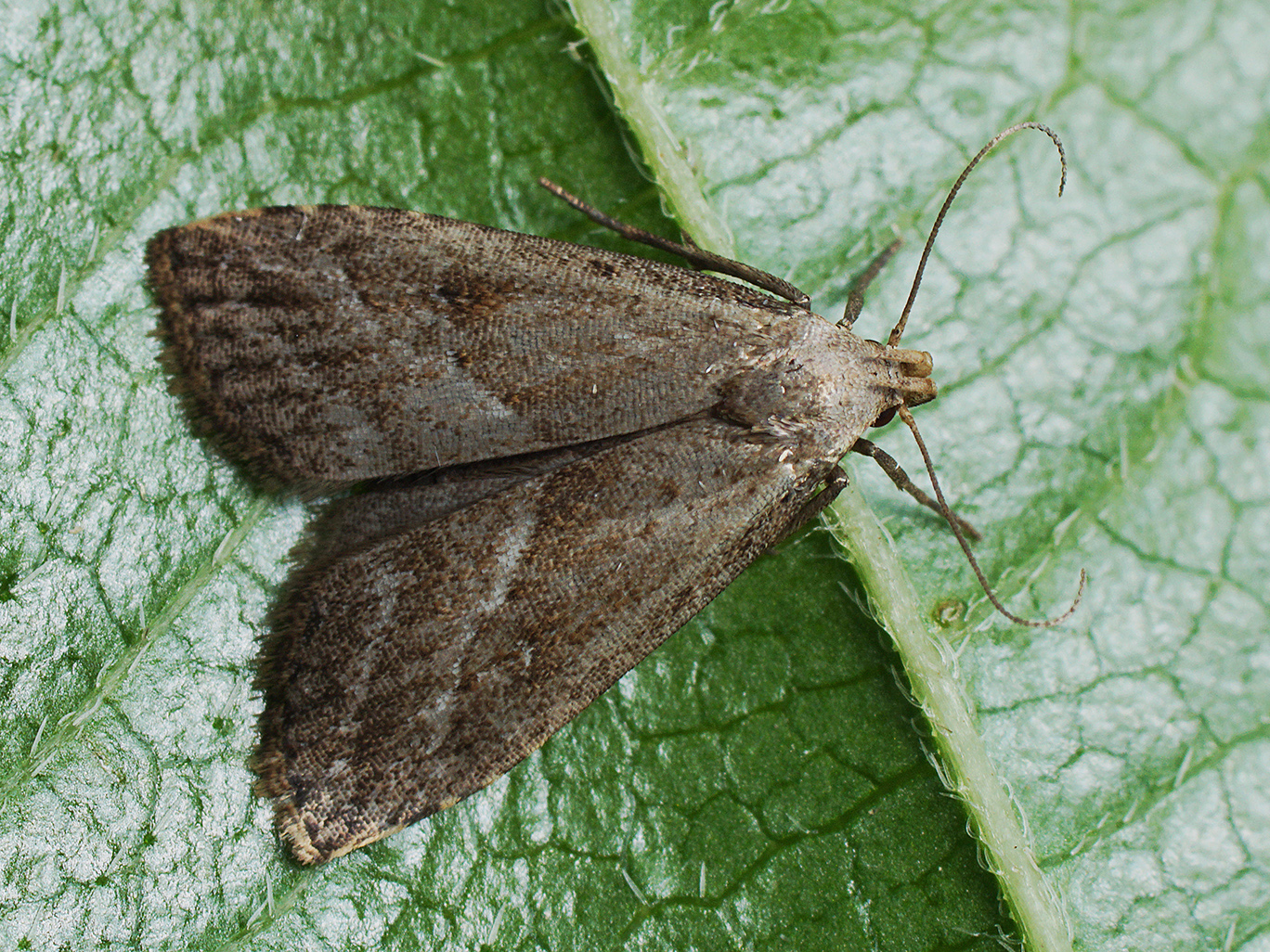
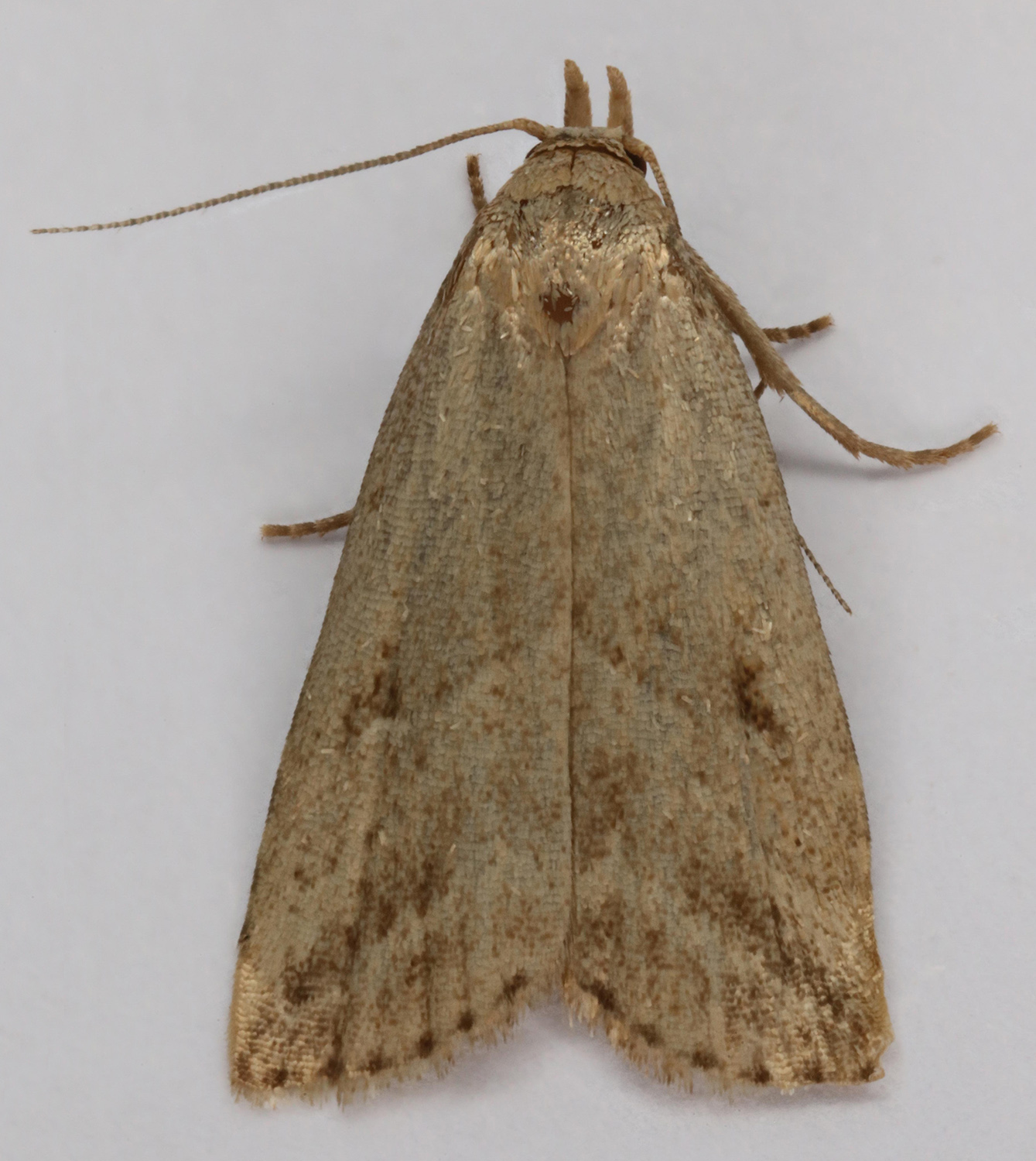